# Max Moelands
Max Moelands is een personage uit de Vlaamse soapserie Wittekerke dat werd gespeeld door Peter Bulckaen. Hij maakte zijn opwachting in seizoen 2 en bleef tot het einde van de serie, een periode die alles bij elkaar de jaren 1994 tot 2008 bestreek.

## Personage
Max begint als politieagent in Wittekerke. Nadat Georges weg is bij de politie wordt Max de nieuwe chef. Max is een tijdje samen met zijn collega Caroline "Caro" Staes. Caro sterft aan kanker waardoor Max het zeer moeilijk heeft. Hij krijgt veel steun van Elke en Sneyers. Later start hij een relatie met Elke Bran. Wanneer Magda sterft, de vrouw van Georges, is Max een grote steun voor hem. Hij en Elke komen tijdelijk intrekken bij Georges om hem te helpen. In aflevering 500 stappen Max en Elke in het huwelijksbootje, maar op de trappen van het gemeentehuis zakt Elke in elkaar. Ze wordt in allerijl naar het ziekenhuis gebracht. Ze heeft een cyste op haar eierstokken met als gevolg dat ze nooit zwanger zal kunnen worden. Tot grote ontsteltenis van Max moet ze onmiddellijk onder het mes. Na haar operatie vlucht ze weg naar haar vader. Niemand weet waar ze is. Max besluit om zich te laten steriliseren, omdat hij hoopt dat Elke dan terugkeert. Dankzij de hulp van Sneyers, Luc en Suzanne kan Elke terugkeren en Max tegenhouden. Daarna is het koppel terug dolgelukkig. Max woont samen met Elke, Sneyers en Debbie in een huis. Nadat Sneyers een relatie start met Merel, komt zij bij Max en Elke wonen. Max komt ook goed overeen met zijn collega Luc, de zoon van Jean-Paul Derdeyn.

## Familie
- Elke Bran (vrouw)
- Bjorn Aneca (pleegzoon)
- Bruno Moelands (neef)
- Leen Moelands (tante)
- Albert Moelands (vader)